# Pyrochroa coccinea
Pyrochroa coccinea es una especie de coleóptero de la familia Pyrochroidae. Mide 20 mm.

## Distribución geográfica

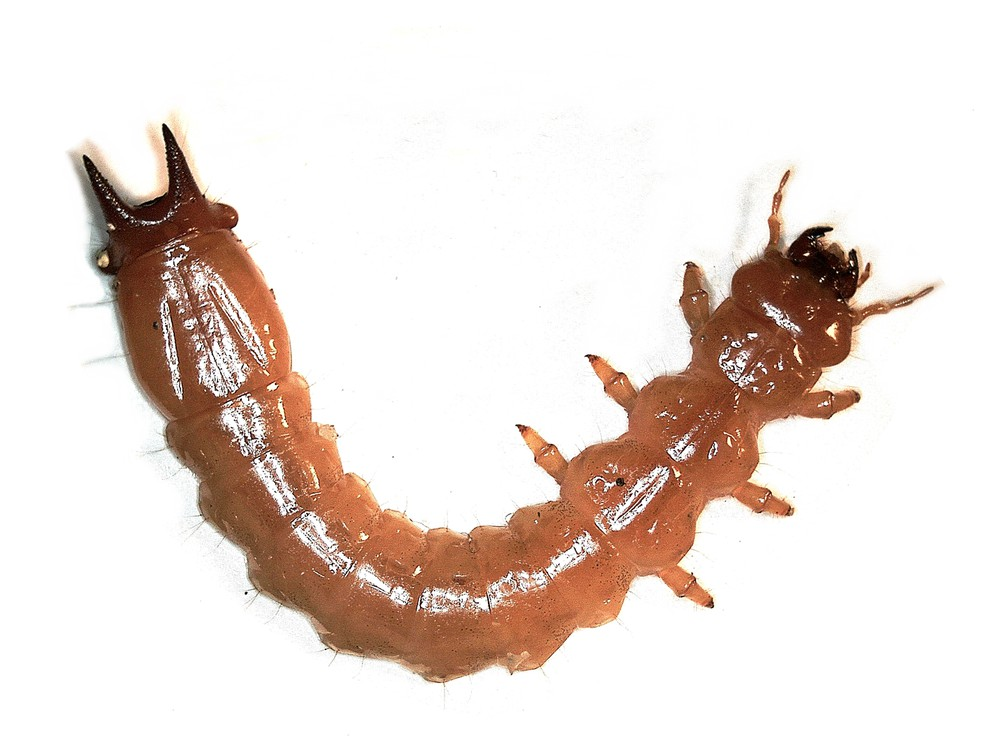
Larva

Habita en Europa.